# اندیس گلک۱
گلک۱ یک اندیس غیرفلزی است که در حوالی شهر ساوه استان مرکزی قرار دارد و مادهٔ معدنی موجود در آن، باریت است.سنگ میزبان این اندیس آندزیت است و دیرینگی آن به دوران الیگومیوسن می‌رسد. 